# Stillbay
Le Stillbay, ou Stillbayen, est une industrie lithique préhistorique d'Afrique australe et orientale, appartenant au Paléolithique moyen d'Afrique, autrement appelé Middle Stone Age. 

## Site type
Le Stillbay doit son nom au site de Still Bay dans la province du Cap, en Afrique du Sud, où il fut décrit par les archéologues A. J. H. Goodwin et C. van Riet Lowe en 1929. 

## Caractéristiques
Le Stillbay présente certaines analogies avec le Moustérien européen, mais comporte également des pointes foliacées bifaciales.
L'une des techniques de cette industrie est le préchauffage du nucléus à une température d'environ 350°, ce qui permet d'obtenir des éclats à la fois plus longs, plus minces, et plus résistants.

## Chronologie
L'industrie de Still Bay est datée de 72 à 71 000 ans avant le présent.

Le site connu le plus ancien serait daté de 164 000 ans.

## Sites représentatifs
On a aussi trouvé des outils lithiques de type Stillbay dans la grotte de Sibudu (Afrique du Sud), et sur le site des Gorges d'Olduvai (Tanzanie), parmi les nombreux faciès culturels qu'a livrés ce dernier site.